# Stomme film
Een stomme, zwijgende of stille film (Vlaanderen) is een film waarin alleen het beeldsignaal voorkomt. Pas in 1927 werd het met de komst van de geluidsfilm mogelijk om geluid en beeld synchroon af te spelen.
Om het gemis van geluid op te vangen, kwamen in een stomme film teksten voor die de situatie op het scherm verduidelijkten of de gevoerde dialoog weergaven. Ook ondertiteling was nog niet mogelijk, dus de filmbeelden werden afgewisseld met schermvullende bordjes waarop de tekst stond; de tussentitels.
Soms werd gebruikgemaakt van een explicateur, iemand die zei wat er gezegd werd en die begeleidende geluiden maakte. Zo'n explicateur was een artiest op zich. Als in de film iemand een motor aanslingerde, dan draaide de explicateur met een ratel. Viel er iets, dan sloeg de explicateur een klappende stok op tafel, de slapstick, die zijn naam aan dit genre film gaf. Een goede explicateur kende de film precies, zodat hij op tijd de hulpmiddelen bij de hand had om geluiden te maken. Verder werd de film vaak met muziek begeleid door een pianist of een (klein) orkest. Een goedkoper alternatief voor een orkest was het theaterorgel, ook wel bioscooporgel genoemd. Hiermee kon een enkele organist alle muziek en geluiden maken voor de film. Hiervoor had dit orgel een speciale speeltafel waarmee niet alleen muziek, maar ook geluidseffecten konden worden gemaakt voor de film, zoals een stoomfluit, een sirene en zelfs het geluid van de wind of vallende regen. Op deze manier kon het orgel dan een heel orkest vervangen. Van een geheel stomme film is daarom feitelijk nooit echt sprake geweest.
Veel grootheden van de stomme film zagen na de introductie van de geluidsfilm een einde aan hun filmcarrière komen; de acteerstijl van de stomme film was grotendeels ongeschikt voor een geluidsfilm. Acteurs met een lange loopbaan in de stomme films hadden vaak moeite met de omschakeling. Men bleef te veel vasthouden aan de oude, door lichaamstaal en gezichtsuitdrukkingen benadrukte acteerstijl. In andere gevallen compenseerde men juist te veel, wat een 'stijf' resultaat opleverde, of men had moeite met de timing waardoor gesprekken niet vloeiend verliepen. Het was vooral het nieuwe acteertalent dat zich snel thuis voelde in de geluidsfilm.

## Enkele grootheden van de stomme film
Internationaal
- Charlie Chaplin
- Buster Keaton
- Stan Laurel en Oliver Hardy ("de Dikke en de Dunne")
- Harold Lloyd
- Ben Turpin
- Harry Langdon
- Roscoe 'Fatty' Arbuckle
- Lillian Gish
- Asta Nielsen
- Mary Pickford
- Douglas Fairbanks
- The Keystone Cops
- W.C. Fields
- Snub Pollard
- Larry Semon

In Nederland (of afkomstig uit Nederland)
- Truus van Aalten
- Annie Bos
- Lola Cornero
- Lien Deyers
- Caroline van Dommelen
- Jan van Dommelen
- Jetta Goudal
- Adelqui Migliar
- Marilyn Mills
- Adele Sandrock

## Enkele stomme films
- La sortie des usines Lumière, Gebroeders Lumière, 1895
- Quo Vadis, Ferdinand Zecca, 1902
- Le voyage dans la lune, Georges Méliès, 1902
- The Great Train Robbery, Edwin S. Porter, 1903
- La presa di Roma, Filoteo Alberini, 1905
- Ben Hur, Sidney Olcott, 1907
- Quo vadis, Enrico Guazzoni (Italië), 1912
- From the Manger to the Cross, Sidney Olcott, 1912
- Cabiria, Giovanne Pastrone, 1914
- The Perils of Pauline, Louis J. Gasnier & Donald MacKenzie 1914
- The Birth of a Nation, D. W. Griffith, 1915
- Intolerance, D.W. Griffith, 1916
- Cleopatra, J. Gordon Edwards, 1917
- Rebecca of Sunnybrook Farm, Marshall Neilan, 1917
- Das Cabinet des Dr. Caligari, Robert Weine, 1920
- Der Golem, Paul Wegener, 1920
- Nosferatu, Friedrich Wilhelm Murnau, 1922
- Safety Last!, Harold Lloyd, 1923
- The Thief of Bagdad, Douglas Fairbanks, 1924
- Sherlock Jr., Buster Keaton, 1924
- Greed, Erich von Stroheim, 1924
- Pantserkruiser Potemkin, Sergej Eisenstein, 1925
- The Gold Rush, Charlie Chaplin, 1925
- The Phantom of the Opera, Lon Chaney, 1925
- The Big Parade, King Vidor, 1925
- Faust, Friedrich Wilhelm Murnau, 1926
- Sparrows, Mary Pickford, 1926
- The Lodger: A Story of the London Fog, Alfred Hitchcock, 1927
- The General, Buster Keaton, 1927
- Sunrise, Friedrich Wilhelm Murnau, 1927
- Metropolis, Fritz Lang, 1927
- La Passion de Jeanne d'Arc, Carl Theodor Dreyer, 1928
- Die Büchse der Pandora, Georg Wilhelm Pabst, 1929
- De man met de camera, Dziga Vertov 1929
- De aarde, Oleksandr Dovzjenko 1930
- The Artist, Michel Hazanavicius 2011